# Curtara nigrina
Curtara nigrina är en insektsart som beskrevs av Carl Stål 1854. Curtara nigrina ingår i släktet Curtara och familjen dvärgstritar. Inga underarter finns listade i Catalogue of Life.